# Ángel Fernández-Santos
Ángel Fernández-Santos de Blázquez (Los Cerralbos, Toledo, 1934-Madrid, 6 de julio de 2004) fue un crítico de cine, guionista y ocasional escritor español.

## Biografía
Es hermano del filósofo y escritor Francisco Fernández-Santos (1928) y padre de la periodista Elsa Fernández-Santos.
Hijo de un maestro de escuela, se instaló en Madrid en 1950 para licenciarse en Derecho, lo que consiguió, e inició estudios de Filosofía y Letras, sin acabarlos, y de Dirección en la Escuela Oficial de Cinematografía en 1964, pero fue expulsado de esta última en 1968 por sus actividades políticas izquierdistas. Militante del PSOE, abandonó el partido cuando este se declaró no marxista y siempre se definió como trotskista.
Frecuentó las tertulias, luego legendarias, de los Rafael Azcona, Ferlosio y, en especial, la de Ignacio Aldecoa.
Fue crítico de cine y teatro en Índice, Insula y Primer Acto, pero sobre todo, y desde 1964 a 1971, en Nuestro Cine, de la que fue secretario de redacción, y en el periódico Diario 16, entre otras publicaciones, y crítico titular del diario de gran tirada El País, donde trabajó regularmente desde 1982 hasta su muerte; también colaboró en Casablanca y Nosferatu y, con los seudónimos de Ángel Bernal y Gonzalo Dueñas, en Cuadernos del Ruedo Ibérico. Es autor de los ensayos Maiakovski y el cine (1974) y Más allá del Oeste (1988); gran parte de sus críticas cinematográficas (de 1965 a 2004) han sido recogidas en La mirada encendida (2008).
Creó un reconocible e imitado estilo a la hora de criticar los estrenos y las jornadas festivaleras de las más importantes citas europeas (Festival de Cannes, Festival de Berlín, Festival de Venecia, Festival de San Sebastián) y, aunque se prodigó poco, resultó ser uno de los guionistas más relevantes de la historia del cine español, pues es autor, o coautor, de los libretos para Víctor Erice de El espíritu de la colmena (1972) y El sur (no acreditado y no finalizado), pero sobre todo para Francisco Regueiro en sus Las bodas de Blanca (1975), Padre nuestro (1985), Diario de invierno (1988) y Madregilda (1993), entre otras, filmes en los que sus directores supieron canalizar gran parte de su carácter progresista, "valleinclaniano", pedagógico, esperpéntico e interesado en la memoria, la familia, la cultura, la política.
También escribió un musical para Karina, En un mundo nuevo (1972), dirigido por Fernando García de la Vega y Ramón Torrado.
Murió de cáncer en 2004, poco después de haber recibido el premio del Círculo de Escritores Cinematográficos.

## Obra
- con varios autores: El cine (Buru Lan Ediciones, 1973)[1]
- Maiakovski y el cine (Tusquets Editores, 1974)
- Más allá del oeste (Ediciones El País, 1988)
- La mirada encendida (Editorial Debate, 2007)

## Premios
- Medalla del Círculo de Escritores Cinematográficos a la mejor labor periodística de 2003 por su trabajo como crítico cinematográfico en el diario El País.[2]